# Шубранецька сільська рада
Шубране́цька сільська́ ра́да — адміністративно-територіальна одиниця та орган місцевого самоврядування в Заставнівському районі Чернівецької області. Адміністративний центр — село Шубранець.

## Загальні відомості
- Населення ради: 1 787 осіб (станом на 2001 рік)

## Населені пункти
Сільській раді підпорядковані населені пункти:
- с. Шубранець

## Склад ради
Рада складається з 14 депутатів та голови.
- Голова ради: Кукульняк Василь Васильович
- Секретар ради: Скоморох Одарка Василівна

### Керівний склад попередніх скликань
| Прізвище, ім'я, по батькові    | Основні відомості                                                                 | Дата обрання | Дата звільнення |
| ------------------------------ | --------------------------------------------------------------------------------- | ------------ | --------------- |
| Побуцький Володимир Васильович | Сільський голова, 1966 року народження, член Всеукраїнського об'єднання «Свобода» | 26.03.2006   | 31.10.2010      |
| Павлюк Орест Йосипович         | Сільський голова, 1963 року народження, освіта вища, безпартійний                 | 31.10.2010   | 31.10.2015      |

г
Примітка: таблиця складена за даними сайту Верховної Ради України

### Депутати
За результатами місцевих виборів 2010 року депутатами ради стали:

#### За суб'єктами висування
| Суб'єкт висування | Кількість обраних депутатів | %    |
| ----------------- | --------------------------- | ---- |
| Самовисування     | 14                          | 100) |

#### За округами
| № округу | Прізвище, ім'я, по батькові   | Дата визнання обраним | Освіта             | Партійна приналежність | Відомості про обраного депутата                      |
| -------- | ----------------------------- | --------------------- | ------------------ | ---------------------- | ---------------------------------------------------- |
| 1        | Боднарюк Орися Іванівна       | 01.11.2010            | середня спеціальна | позапартійна           | Лікарська амбулаторія с. Шубранець, медсестра        |
| 2        | Петрик Валентина Дмитрівна    | 01.11.2010            | середня спеціальна | позапартійна           | приватний підприємець, продавець                     |
| 3        | Петрюк Василь Петрович        | 01.11.2010            | вища               | позапартійний          | ТОВ БВ ПАК, заступник керуючого                      |
| 4        | Радиш Йосип Іванович          | 01.11.2010            | середня            | позапартійний          | пенсіонер                                            |
| 5        | Хабайло Іван Миколайович      | 01.11.2010            | середня спеціальна | позапартійний          | Шубранецька сільська рада, землевпорядник            |
| 6        | Чернеча Василь Іванович       | 01.11.2010            | середня спеціальна | позапартійний          | ЦРД с. Шубранець, оператор котельні                  |
| 7        | Радиш Іван Іванович           | 01.11.2010            | середня спеціальна | позапартійний          | Буковинський державний медичний університет, механік |
| 8        | Бальон Ілля Іванович          | 01.11.2010            | середня            | позапартійний          | приватний автосервіс, слюсар                         |
| 9        | Орза Світлана Василівна       | 01.11.2010            | середня            | позапартійна           | ЦРД с. Шубранець, сухар                              |
| 10       | Ґудзик Василь Ілліч           | 01.11.2010            | середня            | позапартійний          | Автогосподарство УМВС України, технік-механік        |
| 11       | Скоморох Одарка Василівна     | 01.11.2010            | вища               | позапартійна           | Шубранецька сільська рада, секретар виконкому        |
| 12       | Мудра Валентина Василівна     | 01.11.2010            | середня спеціальна | позапартійна           | приватний підприємець                                |
| 13       | Мустеца Олег Іванович         | 01.11.2010            | вища               | позапартійний          | тимчасово не працює                                  |
| 14       | Кукульняк Василь Іванович     | 01.11.2010            | середня            | позапартійний          | тимчасово не працює                                  |
| 15       | Мудрій Йосип Васильович       | 01.11.2010            | середня            | позапартійний          | тимчасово не працює                                  |
| 16       | Мустеца Олександр Ярославович | 01.11.2010            | середня спеціальна | позапартійний          | приватний підприємець                                |

## Населення
Згідно з переписом УРСР 1989 року чисельність наявного населення сільської ради становила 1718 осіб, з яких 779 чоловіків та 939 жінок.
За переписом населення України 2001 року в сільській раді мешкало 1785 осіб.

### Мова
Розподіл населення за рідною мовою за даними перепису 2001 року:
| Мова       | Відсоток |
| ---------- | -------- |
| українська | 98,94 %  |
| російська  | 0,78 %   |
| румунська  | 0,11 %   |
| молдовська | 0,06 %   |